# Горан Богдановић
Горан Богдановић (Рашка,  9. фебруар 1963) српски је политичар, био је министар за Косово и Метохију у Влади Мирка Цветковића.

## Биографија
Основну школу завршио је у Лешку, а средњу у Лепосавићу. Пољопривредни факултет завршио је у Београду.
Био је управник радне јединице, а од 1992. до 1996. године и директор предузећа „ЈУКО“ у Србици. Од 1996. до 2002. године био је републички пољопривредни инспектор. Од 2002. до 2004. године на функцији министра пољопривреде Косова и Метохије. Сада је запослен као републички пољопривредни инспектор.
Био је члан Демократске странке од 2000. до 2014. године. Председник је Покрајинског одбора ДС-а за Косово и Метохију, изабран је за посланика на Српској листи у Скупштини Косова и Метохије. Био је члан преговарачког тима Србије за Косово и Метохију.
На парламентарним изборима 21. јануара 2007. године изабран је за посланика у Народној скупштини Републике Србије.
Напустио је Демократску странку у фебруару 2014. године и постао члан Социјалдемократске странке.
Служи се руским и енглеским језиком.
Ожењен је, отац два сина.